# Paidagogos

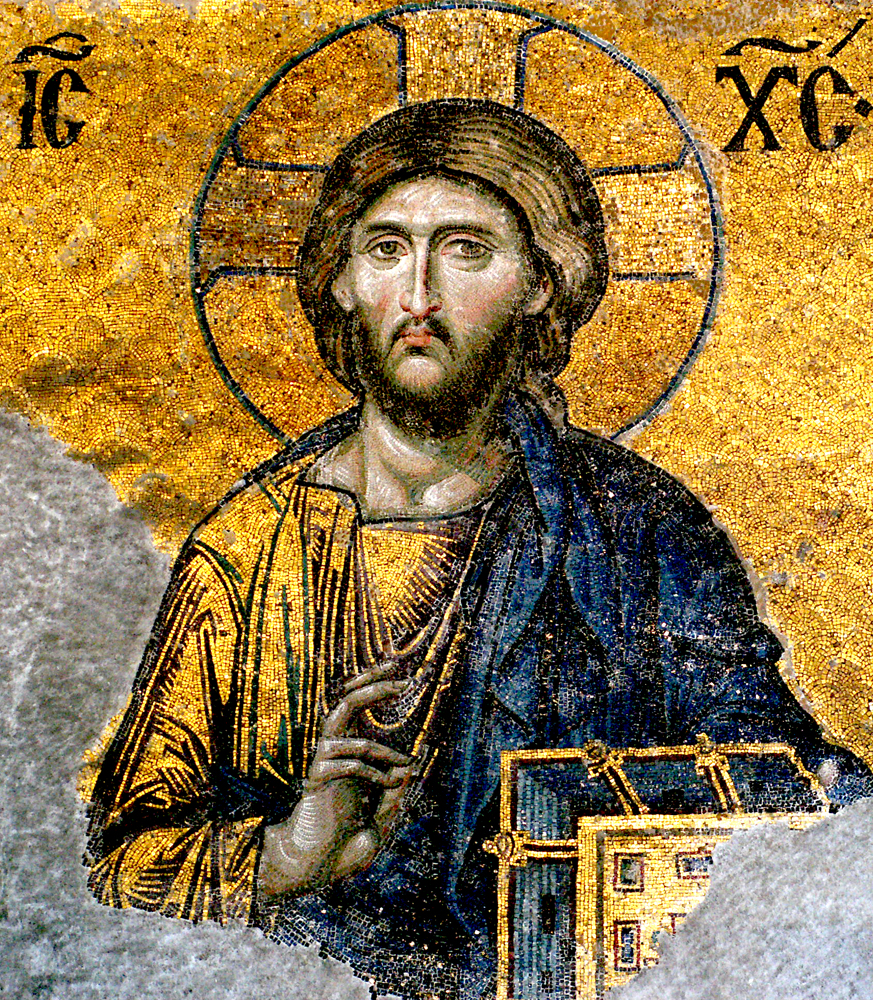
Cristo, il Logos incarnato, è il Pedagogo del titolo dell'opera.

Il Paidagogos  (in greco: Παιδαγωγός, "Pedagogo") è un trattato diviso in tre libri scritto da Clemente Alessandrino. 
Il titolo di Pedagogo, traducibile come "tutore", si riferisce a Cristo come maestro di tutti gli uomini, e presenta una metafora estesa dei cristiani come bambini. Non è semplicemente istruttivo: Clemente intende mostrare come il cristiano dovrebbe rispondere all'Amore di Dio in modo autentico. Seguendo Platone (La Repubblica 4:441), egli divide la vita in tre elementi: carattere, azioni e passioni. Dopo aver trattato il primo nel Protrepticus, dedica il Paidagogos a riflessioni sul ruolo di Cristo nell'insegnare agli uomini ad agire moralmente e a controllare le proprie passioni. Nonostante la sua natura esplicitamente cristiana, l'opera di Clemente attinge alla filosofia stoica e alla letteratura pagana; Omero, da solo, è citato più di sessanta volte nell'opera.
Sebbene Cristo, come un essere umano, sia fatto a immagine di Dio, egli solo condivide la somiglianza di Dio Padre. Cristo è sia senza peccato che apatico, e quindi sforzandosi di imitare Cristo, si può raggiungere la salvezza. Per Clemente, il peccato è involontario, e quindi irrazionale (άλογον), rimosso solo attraverso la saggezza del Logos. La guida di Dio lontano dal peccato è quindi una manifestazione dell'amore universale di Dio per l'umanità. Il gioco di parole su λόγος e άλογον è caratteristico della scrittura di Clemente, e può essere radicato nella convinzione epicurea che le relazioni tra le parole siano profondamente un riflesso delle relazioni tra gli oggetti che significano.
Clemente sostiene l'uguaglianza dei sessi, sulla base del fatto che la salvezza è estesa a tutti gli esseri umani in egual modo.  Insolitamente, egli suggerisce che Cristo non è né femmina né maschio, e che Dio Padre ha sia aspetti femminili che maschili: l'eucaristia è descritta come latte dal seno (Cristo) del Padre. Clemente sostiene che le donne svolgano un ruolo attivo nella guida della chiesa e fornisce un elenco di donne che considera fonte di ispirazione, che include sia figure bibliche che greche classiche. È stato suggerito che le visioni progressiste di Clemente sul genere come esposte nel Paidagogos siano state influenzate dallo gnosticismo,  tuttavia, più avanti nell'opera, egli sostiene contro gli gnostici che la fede, non la conoscenza esoterica (γνῶσις), è richiesta per la salvezza. Secondo Clemente, è attraverso la fede in Cristo che si è illuminati e si arriva a conoscere Dio.
Nel secondo libro, Clemente fornisce regole pratiche per vivere una vita cristiana. Egli si oppone all'eccesso di cibo e si pronuncia a favore delle buone maniere a tavola. Mentre proibisce l'ubriachezza, promuove il consumo moderato di alcolici seguendo 1 Timoteo 5:23. Clemente sostiene uno stile di vita semplice in accordo con l'innata semplicità del monoteismo cristiano. Condanna arredi e vestiti elaborati e costosi, e si oppone alla musica e ai profumi eccessivamente passionali, ma Clemente non crede nell'abbandono dei piaceri mondani e sostiene che il cristiano dovrebbe essere in grado di esprimere gioia nella creazione di Dio attraverso l'allegria e le feste. Si oppone all'uso di ghirlande, perché la raccolta dei fiori alla fine uccide una bella creazione di Dio, e la ghirlanda assomiglia alla corona di spine.
Clemente tratta il sesso in modo piuttosto approfondito. Sostiene che sia la promiscuità che l'astinenza sessuale sono innaturali e che l'obiettivo principale della sessualità umana è la procreazione. Sostiene che l'adulterio, il sesso con donne incinte, il concubinato, l'omosessualità e la prostituzione dovrebbero essere tutti evitati poiché non contribuiranno alla generazione di una prole legittima.
Nel suo terzo libro, Clemente continua su una linea simile, condannando i cosmetici sulla base del fatto che è l'anima, non il corpo, che si dovrebbe cercare di abbellire. Clemente si oppone anche alla tintura dei capelli degli uomini e alla depilazione maschile come effeminate. Consiglia di scegliere attentamente la propria compagnia, per evitare di essere corrotti da persone immorali e, mentre sostiene che la ricchezza materiale non è un peccato in sé, è troppo probabile che distragga dalla ricchezza spirituale infinitamente più importante che si trova in Cristo. L'opera si conclude con selezioni di scritture a sostegno dell'argomentazione di Clemente e, dopo una preghiera, il testo di un inno.